# معاهدة بطليوس
أبرمت معاهدة بطليوس بين إسبانيا وبرتغال بتاريخ 6 يونيو 1801 في بطليوس بعد حرب البرتقال.